# Acanto (Grecia)
Acanto (Acanthus, Ἄκανθος) fue una ciudad de la península Calcídica, en el istmo que conectaba la península de Acte con la Calcídica, cercana al canal de Jerjes, (Schoder la ubica a 3 km  al norte del canal) y al golfo Estrimónico. Estaba situada al norte del monte Athos, en el territorio de la actual Ierissos.
Estrabón y Claudio Ptolomeo la sitúan erróneamente en el golfo Singítico, pero la ciudad estaba en el golfo Estrimónico, tal y como aseveran Heródoto y otras autores: el error pudo haber surgido porque el Territorio de Acanto se extendía hasta el golfo Singítico.
Fue fundada como una colonia de Andros hacia el 655 a. C. y se convirtió en una ciudad de cierta importancia. En el 490 a. C. pasó por allí el ejército persa mandado por Mardonio y también el de Jerjes I en su camino hacia Atenas en 480 a. C. Es aquí donde comenzó la construcción del canal de Jerjes para posibilitar el avance de su flota durante la segunda guerra médica.
Fue parte de la Liga de Delos casi todo el siglo V a. C. hasta que en 424 a. C. decidió hacer defección y someterse al general espartano Brásidas. Tras la paz de Nicias obtuvo su autonomía, pero fue obligada a pagar un tributo a Atenas: 3 talentos anuales del 446 al 445 a. C., y 5 talentos del 450 al 449 a. C.
En el año 382 a. C. las ciudades de Apolonia y Acanto enviaron embajadores a Esparta, para solicitar ayuda contra la ciudad de Olinto puesto que no querían unirse a la confederación calcídica que era liderada por esta ciudad, sino que deseaban conservar su independencia. Luego Acanto se alió con Macedonia en manos de la que finalmente cayó en el siglo IV a. C.
En la segunda guerra macedónica, entre Macedonia, Roma y sus aliados respectivos, la ciudad fue ocupada y saqueada por la flotas conjuntas, romana y de Pérgamo (200 a. C.).
Fue reconstruida en 1937 tras el terremoto de 26 de septiembre de 1932.

## Restos arqueológicos
El yacimiento arqueológico de Acanto se encuentra en el emplazamiento de la moderna Ierissos, donde quedan algunas ruinas, especialmente restos de la muralla,  construida con bloques cuadrados de granito gris; defendía la vertiente norte de la colina donde se encuentra la población. El antiguo cementerio está junto al río y contiene unas 9000 tumbas, las más antiguas se remontan al siglo VII a. C. y las más recientes al siglo XVII. Se hallado parte de un gran muelle antiguo, que avanza en línea curva hacia el mar. En la , son visibles restos de una antigua muralla,. En las monedas descubiertas aparece representado un león matando a un uro, lo que estaría en relación con el relato de Heródoto sobre la abundancia de leones y uros en la zona.